# Waterpoort (Antwerpen)

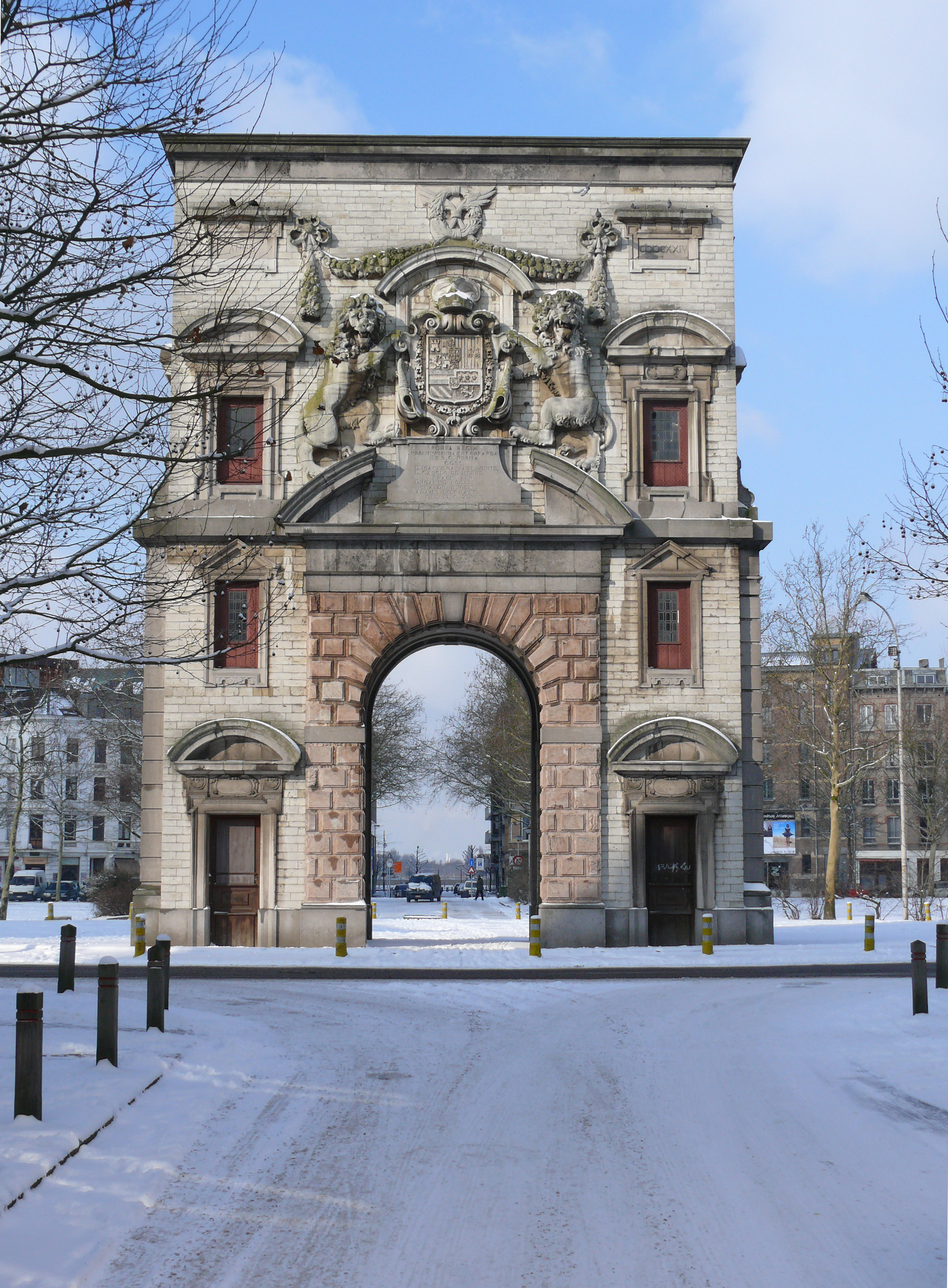
Waterpoort op de Gedempte Zuiderdokken, gezien vanaf de Kasteelstraat.

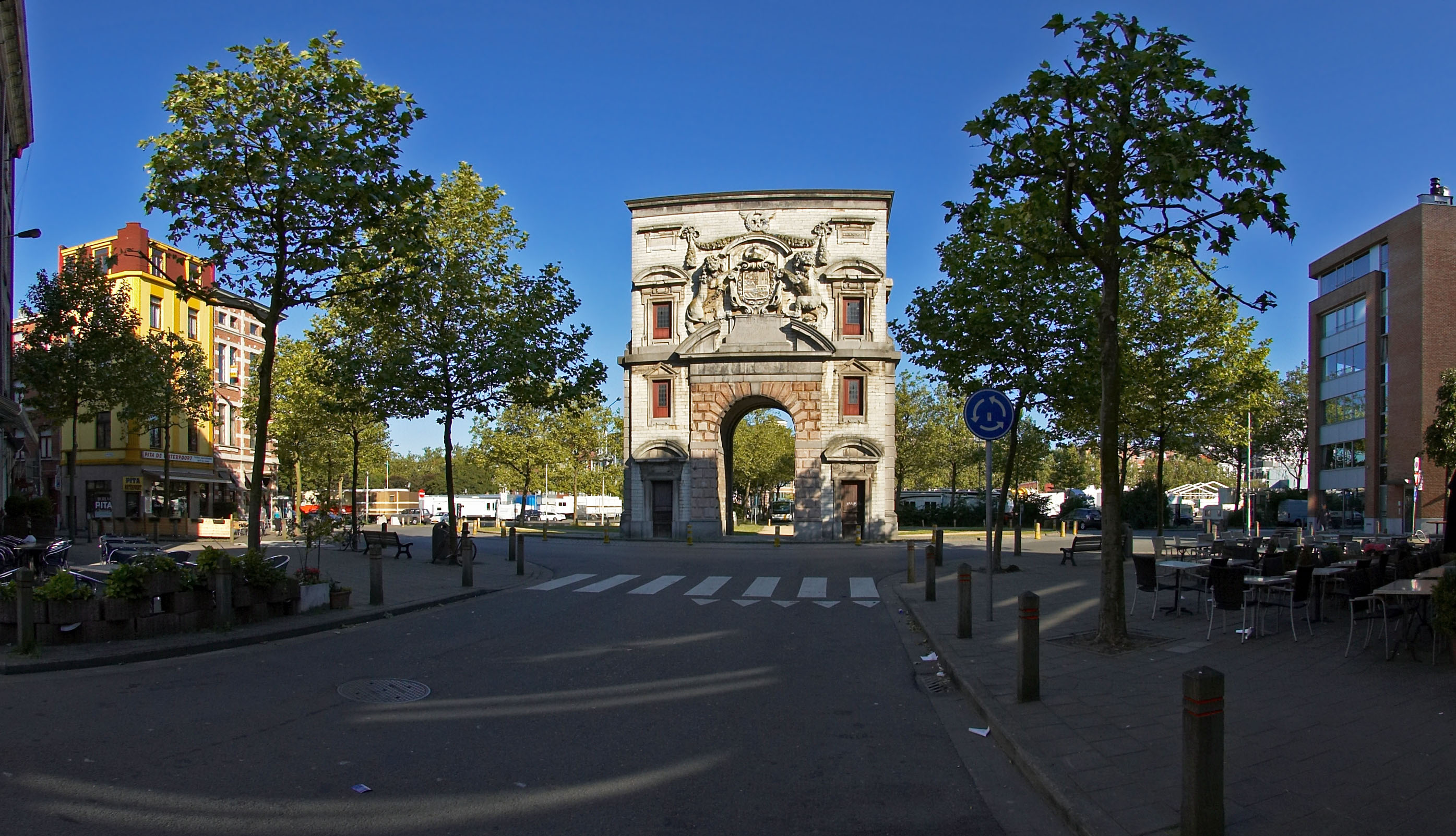
Waterpoort

De Waterpoort (ook vaak Porta Regia of Coninckxpoort genoemd) was een stadspoort aan de Schelde te Antwerpen. In 1624 werd ze opgericht als ereboog voor koning Filips IV. De boog is gebouwd op de Vlasmarkt door Hubrecht van den Eynde met hulp van Hans van Mildert. Hoewel het ontwerp wordt toegeschreven aan Rubens, is er geen bewijs van de betrokkenheid van Rubens, in tegenstelling tot de identiteit van de beeldhouwers. De poort stond ook bekend als het Maaigat of Maeyersgat omdat hier een Mariabeeld stond. Naar aanleiding van werken aan de Scheldekaaien werd de poort in de jaren 1880 van de Vlasmarkt verplaatst naar de Sint-Jansvliet. Toen op die plaats in 1933 het ingangsgebouw van de nieuwe Sint-Annavoetgangerstunnel moest verschijnen werd de poort opnieuw verplaatst. In 1936 werd ze uiteindelijk herbouwd op de Gillisplaats op Het Zuid, aan de gedempte Zuiderdokken.
Doordat ze reeds op twee andere plaatsen had gestaan, kreeg ze de bijnaam 'de wandelende poort'.